# Maria Quezada
Maria Quezada (* 21. April 2001 in der Bronx, New York City, New York) ist eine US-amerikanische Schauspielerin, die ab 2012 als Kinderdarstellerin in Film und Fernsehen zum Einsatz kam.

## Leben und Karriere
Maria Quezada wurde am 21. April 2001 in der Bronx, einem der fünf Stadtbezirke von New York City, im US-Bundesstaat New York geboren und zog in noch jungen Jahren mit ihrer Familie nach Florida, wo sie zusammen mit ihren beiden jüngeren Geschwistern, einem Jungen und einem Mädchen, in Fort Lauderdale aufwuchs. Im Alter von fünf Jahren soll sie damit begonnen haben eigene Kurzgeschichten zu schreiben und Charaktere zu schaffen. Im Alter von neun Jahren schlug sie schließlich eine Laufbahn als Kinderdarstellerin ein und konnte im Jahre 2012 ihren ersten nennenswerten Auftritt im Format La Lectura a Tus Hijos a Temprana Edad des spanischsprachigen Senders Univision in Miami verzeichnen. In Sam Shaibs Kurzfilm For Family’s Sake spielte sie ein Jahr später die Rolle der Noor und kam ab 2014 in weiteren großteils spanischsprachigen Produktionen zum Einsatz.
Neben einem Einsatz im Kurzfilm Pretermission war sie als Mildred auch an der Pilotfolge der Telemundo-Telenovela En Otra Piel oder als Valentina im Kurzfilm Aqui Estoy, Di no Al Bullying zu sehen und wurde in Derrick J. Johnsons Vow, wo sie unter anderem abermals mit Tommy O’Brien zusammenspielte, eingesetzt. 2015 wurde sie in der Pilotfolge der von Venevisión International Productions in Miami produzierten Telenovela Ruta 35 eingesetzt und hatte in der Folge Talias Suppe, der siebenten Episode der vierten und damit letzten Staffel von Emma, einfach magisch!, ihren ersten Auftritt in der Rolle der Talia Parra. Bereits eine Woche vor dieser Crossover-Episode der beiden Nickelodeon-Serien Emma, einfach magisch! und Talia in the Kitchen startete letztgenannte Serie mit Maria Quezada in der Haupt- und Titelrolle der Talia Parra im US-Fernsehen. Die als Telenovela aufgebaute Serie mit 36 Episoden basiert auf der lateinamerikanischen Nickelodeon-Serie Toni, la Chef, in der Hauptrolle mit der Kolumbianerin Ana María Estupiñán.
Ihre Schulausbildung absolviert die im November 2014 in die Serie gecastete Quezada wie viele weitere Nachwuchsschauspieler über eine virtuelle Schule im Internet, in ihrem Fall die Florida Virtual School, die seit 1997 bestehende und erste Schule dieser Art im US-Bundesstaat Florida.

## Filmografie
Filmauftritte (auch Kurzauftritte)
- 2012: La Lectura a Tus Hijos a Temprana Edad
- 2013: For Family’s Sake (Kurzfilm)
- 2014: Pretermission (Kurzfilm)
- 2014: Aqui Estoy, Di no Al Bullying (Kurzfilm)
- 2014: Vow

Serienauftritte (auch Gast- und Kurzauftritte)
- 2014: En Otra Piel (1 Episode)
- 2015: Ruta 35 (1 Episode)
- 2015: Emma, einfach magisch! (Every Witch Way) (1 Episode)
- 2015: Talia in the Kitchen (Titelrolle, 36 Episoden)